# メブ・ケフレジギ
メブ・ケフレジギ（Mebrahtom ("Meb") Keflezighi、1975年5月5日 - ）は、アメリカ合衆国の陸上競技選手。2004年アテネオリンピックの銀メダリストである。エチオピア（現在のエリトリア）アスマラ出身。

## 経歴

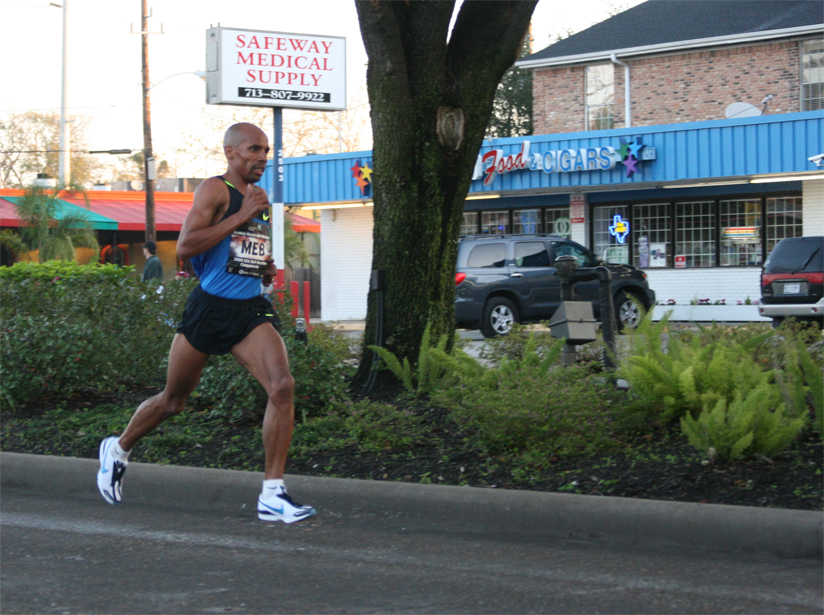
2012年ロンドンオリンピック代表選考レースにて

ケフレジギは、12歳のときに家族とともに、内戦の続くエチオピア（エリトリア）を離れ難民となりイタリアを経由してアメリカへ亡命。サンディエゴに移り住んだ。カリフォルニア大学ロサンゼルス校在学中に陸上競技で数多くのタイトルを獲得。1998年にアメリカに帰化。同年、大学を卒業。
当初はトラックの選手として活躍し、2000年の全米選手権の10000mで優勝。シドニーオリンピックへの出場を決める。しかし、シドニーでは体調を崩し、12位と本調子を出せずに敗退。2001年には、10000mで15年ぶりの米国新記録となる27分13秒98とマーク。2002年には、2年ぶりに全米選手権の10000mを制覇した。
ケフレジギは、世界選手権にも、2001年、2003年とともに10000mに出場。しかし、2001年エドモントン大会では23位。2003年パリ大会では16位と惨敗している。
2004年、全米選手権の10000mを制し、10000mでアテネオリンピックに代表になれるところであったが、オリンピックにはマラソンで出場。イタリアのステファノ・バルディーニに次いで2時間11分29秒で2位、アメリカ人選手としては1976年モントリオールオリンピックで銀メダルを獲得したフランク・ショーター以来の銀メダルとなった。
その後はマラソン選手として活躍。2004年のニューヨークシティマラソンでは自己ベストとなる2時間09分53秒で2位。翌年2005年のニューヨークシティマラソンでは3位、2006年ボストンマラソンでも3位となる。しかし、2008年北京オリンピックには、アメリカの代表選考レースで8位となり出場を逃した。
北京オリンピック後も競技を続け、自己ベストを小刻みに更新するレースが続いた。2009年ニューヨークシティマラソンでは2時間09分15秒でマラソン初優勝。さらに2012年ロンドンオリンピックのアメリカの代表選考レースでも2時間09分08秒の自己ベストで優勝し、37歳で8年ぶりのオリンピック出場となった。ロンドンオリンピックでは、スティーブン・キプロティチ、アベル・キルイ、ウィルソン・キプサング・キプロティチらのメダル争いからは遅れるものの、2時間11分06秒で4位入賞を果たした。
2014年のボストンマラソンでは、2時間8分37秒のタイムで、アメリカ人選手としては1983年以来31年ぶりとなる優勝を飾った。

## 自己ベスト
- 1500m - 3分42秒29 (1998年)
- 3000m - 7分48秒81 (2003年)
- 5000m - 13分11秒77 (2000年)
- 10000m - 27分13秒98 (2001年)
- ハーフマラソン - 1時間01分00秒 (2009年)
- マラソン - 2時間08分37秒 (2014年)

## 主な実績
| 年   | 大会                           | 場所                        | 種目         | 結果 | 記録          |
| ---- | ------------------------------ | --------------------------- | ------------ | ---- | ------------- |
| 2000 | 世界クロスカントリー選手権     | ポルトガル ヴィラモウラ     | シニアロング | 26位 | 36分45秒      |
| 2000 | シドニーオリンピック           | オーストラリア シドニー     | 10000m       | 12位 | 27分53秒63    |
| 2001 | 世界クロスカントリー選手権     | ベルギー オーステンデ       | シニアロング | 13位 | 40分46秒      |
| 2001 | 世界陸上選手権エドモントン大会 | カナダ エドモントン         | 10000m       | 23位 | 28分44秒48    |
| 2002 | 世界クロスカントリー選手権     | アイルランド ダブリン       | シニアロング | 14位 | 36分09秒      |
| 2002 | ニューヨークシティマラソン     | アメリカ合衆国 ニューヨーク | マラソン     | 9位  | 2時間12分35秒 |
| 2002 | IAAFワールドカップ             | スペイン マドリッド         | 5000m        | 4位  | 13分33秒44    |
| 2003 | 世界クロスカントリー選手権     | スイス ローザンヌ           | シニアロング | 11位 | 37分16秒      |
| 2003 | 世界陸上選手権パリ大会         | フランス パリ               | 10000m       | 16位 | 28分35秒08    |
| 2003 | シカゴマラソン                 | アメリカ合衆国 シカゴ       | マラソン     | 6位  | 2時間10分03秒 |
| 2004 | アテネオリンピック             | ギリシャ アテネ             | マラソン     | 2位  | 2時間11分29秒 |
| 2004 | ニューヨークシティマラソン     | アメリカ合衆国 ニューヨーク | マラソン     | 2位  | 2時間09分53秒 |
| 2005 | 世界陸上選手権ヘルシンキ大会   | フィンランド ヘルシンキ     | 10000m       | -    | DNF           |
| 2005 | ニューヨークシティマラソン     | アメリカ合衆国 ニューヨーク | マラソン     | 3位  | 2時間09分56秒 |
| 2006 | ボストンマラソン               | アメリカ合衆国 ボストン     | マラソン     | 3位  | 2時間09分56秒 |
| 2006 | ニューヨークシティマラソン     | アメリカ合衆国 ニューヨーク | マラソン     | 21位 | 2時間22分02秒 |
| 2007 | ロンドンマラソン               | イギリス ロンドン           | マラソン     | -    | DNF           |
| 2007 | ニューヨークシティマラソン     | アメリカ合衆国 ニューヨーク | マラソン     | 8位  | 2時間15分09秒 |
| 2009 | ロンドンマラソン               | イギリス ロンドン           | マラソン     | 9位  | 2時間09分21秒 |
| 2009 | ニューヨークシティマラソン     | アメリカ合衆国 ニューヨーク | マラソン     | 1位  | 2時間09分15秒 |
| 2010 | ボストンマラソン               | アメリカ合衆国 ボストン     | マラソン     | 6位  | 2時間09分26秒 |
| 2010 | ニューヨークシティマラソン     | アメリカ合衆国 ニューヨーク | マラソン     | 6位  | 2時間11分38秒 |
| 2011 | ニューヨークシティマラソン     | アメリカ合衆国 ニューヨーク | マラソン     | 6位  | 2時間09分13秒 |
| 2012 | ヒューストンマラソン           | アメリカ合衆国 ヒューストン | マラソン     | 1位  | 2時間09分08秒 |
| 2012 | ロンドンオリンピック           | イギリス ロンドン           | マラソン     | 4位  | 2時間11分06秒 |
| 2014 | ボストンマラソン               | アメリカ合衆国 ボストン     | マラソン     | 1位  | 2時間8分37秒  |
| 2014 | ニューヨークシティマラソン     | アメリカ合衆国 ニューヨーク | マラソン     | 4位  | 2時間13分18秒 |